# Comuna Paladu Mare, Vînohradiv
Paladu Mare (în ucraineană Велика Паладь, transliterat: Velîka Palad) este o comună în raionul Vînohradiv, regiunea Transcarpatia, Ucraina, formată din satele Ferteșolmaș și Paladu Mare (reședința).

## Demografie
Componența lingvistică a comunei Paladu Mare
     Maghiară (97,06%)
     Ucraineană (2,7%)
     Alte limbi (0,17%)
Conform recensământului din 2001, majoritatea populației comunei Paladu Mare era vorbitoare de maghiară (97,06%), existând în minoritate și vorbitori de ucraineană (2,7%).